# 山本権兵衛
山本 権兵衛（やまもと ごんべえ / やまもと ごんのひょうえ、旧字体：山本 權兵衞、1852年11月26日〈嘉永5年10月15日〉- 1933年〈昭和8年〉12月8日）は、日本の海軍軍人、政治家。階級は海軍大将。栄典は従一位大勲位功一級伯爵。
海軍大臣（第5代）、内閣総理大臣（第16・22代）、外務大臣（第35代）などを歴任した。

## 概要
薩摩藩士の息子として生まれ、戊辰戦争に従軍した後、昌平黌、開成所を経て海軍兵学寮で学び、1877年に海軍少尉に任官。1891年に海軍大臣官房主事に就任し、海軍参謀機関の独立を実現させた。1893年に海軍省主事に就任し、1895年には海軍少将として軍務局長に就任。日清戦争では実質上海軍機務を取り仕切って「権兵衛大臣」と呼ばれた。1898年に海軍中将に昇進し、海軍次官を経て、第2次山縣内閣に海軍大臣として入閣して以降、第4次伊藤内閣、第1次桂内閣でも海軍大臣を務め、日露戦争の難局を突破した。同時期に海軍大将に昇進し、日露戦争後には伯爵位を与えられた。1913年の大正政変の後、立憲政友会と手を結んで組閣し、第16代内閣総理大臣に就任。軍部大臣現役武官制の廃止などの改革にあたったが、翌1914年にはシーメンス事件が発覚し、引責辞任。1923年に再度組閣し、第22代内閣総理大臣に就任したが、同年中に虎ノ門事件で引責辞任した。

### 「権兵衛」のヨミ
島田謹二（比較文学者）は、山本の名「権兵衛」のヨミについて「『ごんのひょうえ』は誤りで、『ごんべえ』が正しい」旨を述べている。

## 生涯

### 生誕から海軍兵学寮卒業まで

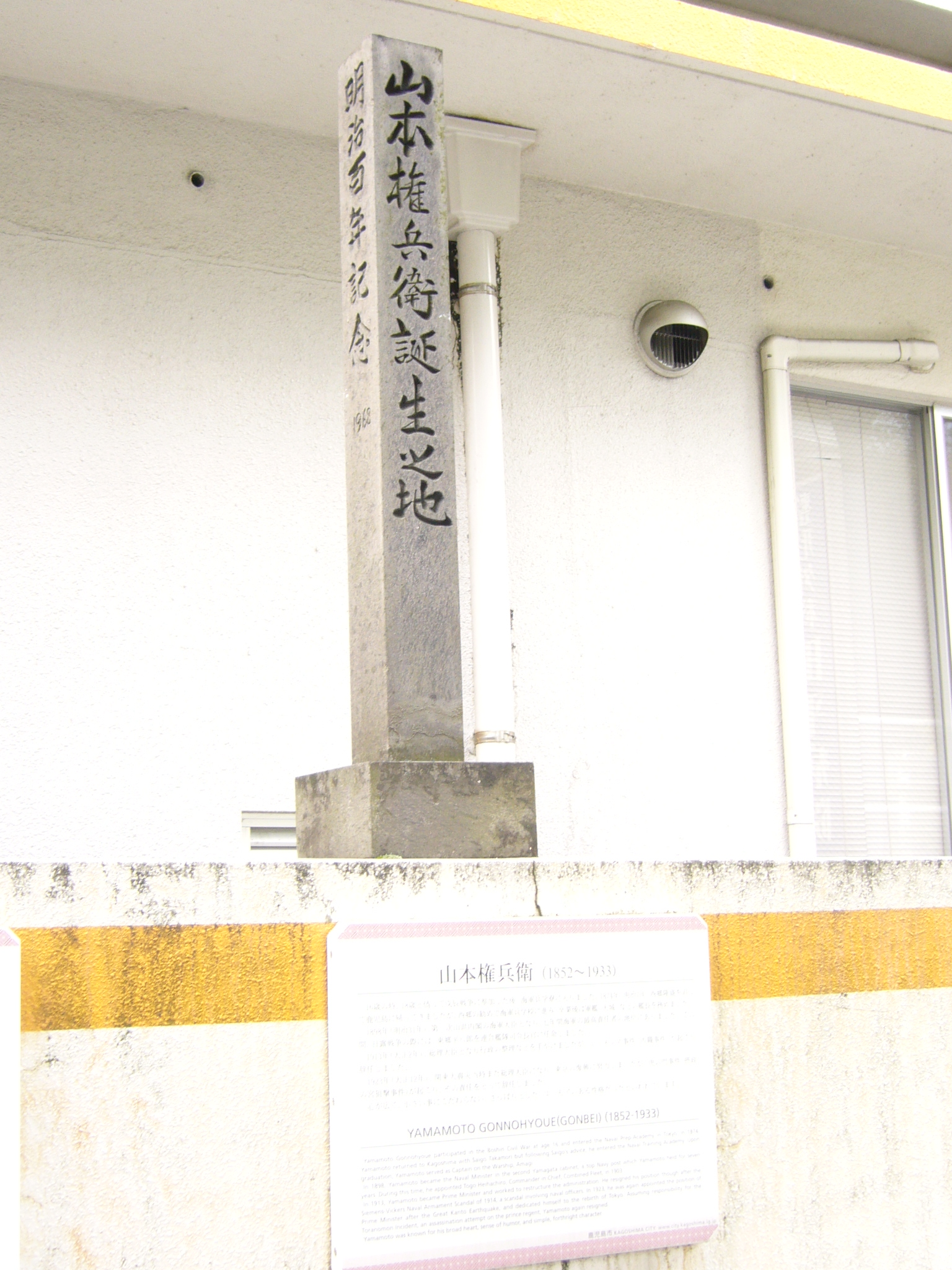
鹿児島県鹿児島市の誕生記念碑

薩摩国鹿児島郡の鹿児島城下加治屋町（現・鹿児島市加治屋町）に薩摩藩士で右筆及び槍術師範を務めていた山本五百助盛珉の六男に生まれた。元服前の幼名、元服後の仮名（通称）はいずれも権兵衛。元服後の諱は盛武。10歳で薩英戦争及び戊辰戦争に従軍。
戊辰戦争後、1869年（明治2年）に当時の政府高官であった西郷隆盛の紹介で勝海舟の薫陶を受け、開成所、海軍操練所そして海軍兵学寮と 海軍軍人への道を歩むことになった。海軍兵学寮では実戦を体験した山本らの学生は、実戦を体験していない近藤真琴などの教官に素直に従わないこともあった。「教官はそう言われるが、実戦での体験では、そのようなことは無い」と批判するのが常套手段であった。
西郷隆盛が明治政府から下野した時は、1874年（明治7年）に西郷を追って鹿児島へ一時的に帰省するも、西郷自らの説得により海軍大輔・川村純義に詫びを入れ兵学寮に戻った。同年に海兵2期卒業、 席次は17人中16席。

### 青年士官時代

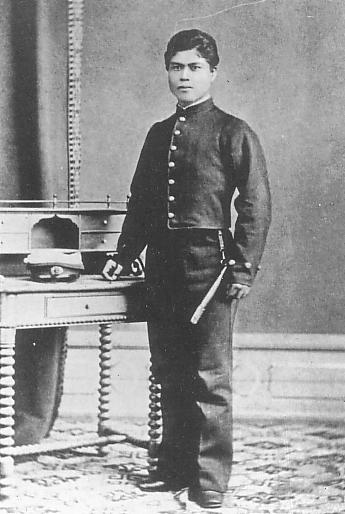
海軍少尉任官時代の山本（1877年）

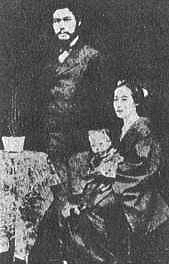
妻・登喜子（右）（1880年）

1877年（明治10年）の西南戦争時は、派遣されていたドイツ軍艦での遠洋航海中の外地で初めてその事実を知った。同年海軍少尉任官。
1878年（明治11年）、新潟県の農業・津沢鹿助の三女・登喜子と結婚した。薩摩閥の海軍士官が、士族ではなく平民の娘と結婚することは、当時としては異例のことであった。
薩摩閥のエリートとしての言動は問題を起こすこともあり、海軍中尉時代に海軍卿・榎本武揚によって非職にされたが、順調に海軍士官としての経験を積んだ。
「天城」艦長の後、1887年（明治20年）に海軍大臣伝令使となり、海軍次官・樺山資紀の欧米視察旅行に一年以上随行した。1889年（明治22年）、大佐に昇進し、「高雄」艦長や「高千穂」艦長を歴任した。

### 本省勤務
1891年（明治24年）、海軍大臣・西郷従道に海軍省大臣官房主事（後の海軍省主事）に任命され、日清戦争時には海軍大臣副官となる。
山本は海上権という新しい概念を陸軍首脳へレクチャーし、それ以後、日清戦争における陸海軍の作戦が比較的スムーズに進んだ。
当時海軍軍令部は独立しておらず、陸軍参謀本部の中に含まれていた。山本は軍令部の独立を主張し、その独立までには10年の歳月が掛かった。
日清戦争後は、三国干渉から将来のロシア帝国の脅威に対抗出来る海軍に改革するために、人事を含む大規模な海軍における行政改革を断行した。当時の山本は軍務局長であったが、新聞各紙で「権兵衛大臣の独断専行」という表現で批判され、海軍の弱体化を懸念する山縣有朋や井上馨からも説明を求められたが、海軍大臣の西郷従道は、すべて山本に任せて自分が責任を取るとして改革を進めさせた。
特に将官8人、尉佐官89人に及ぶ士官のリストラには、現役の軍令部長の中牟田倉之助さえも対象となる世界の海軍でも例を見ない大リストラであり、山本と個人的に親しかった士官も容赦なく整理対象とされたので、個人的批判が巻き起こった。山本に全てを任せた西郷従道さえも、一時は疑問を呈したが、緊急の場合には、予備役を召集すれば良いとの説明に最終的には同意した。

### 海軍大臣時代

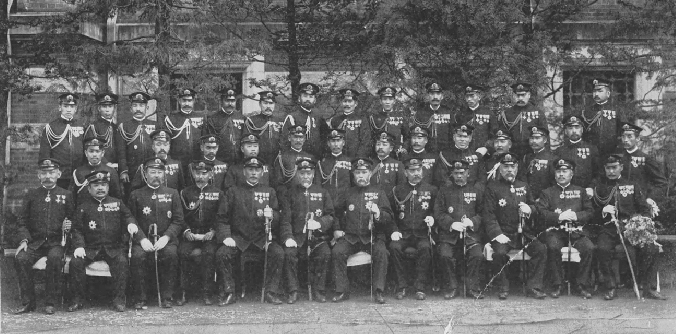
日露戦争凱旋式当日の海軍首脳 左4人目から順に
伊集院五郎、上村彦之丞、東郷平八郎、山本、伊東祐亨、片岡七郎、出羽重遠、斎藤実、山下源太郎、中列左から6人目加藤友三郎

1898年（明治31年）、西郷従道の推薦により47歳で第2次山縣内閣の海相に就任し、その後は日露戦争が終結するまでの約8年という長きにわたって事実上の海軍トップとして君臨した。
帝国海軍の戦力を、ロシア帝国海軍太平洋艦隊に対抗できるレベルまで引き上げた。
士官には海外留学を奨励し秋山真之・広瀬武夫などの多数の青年士官を米国、英国、ロシアなどへ派遣した。士官の教育に力を入れると共に、能力ある兵卒は途中からでも士官になれる制度を作り、佐官まで昇進した者も数名出た。
国内の製鉄所・造船所を整備し、戦時における修理・補給体制を充実させた。
また当時の燃料としては最高級の英国炭を全艦船の燃料として採用した。
艦上での食事の改良にも力を注ぎカレーライスや肉じゃがなど栄養価の高い斬新な献立を奨励し、乗組員の健康管理にまで目を配った。当時の日本では脚気が問題であったが、栄養価の高い食事や適度なパン食などで、乗組員の脚気はほぼ皆無になった。
外交では日英同盟を積極的に支持し、海軍条項を早期に同意するなど、外務省に協力した。この功績により1902年（明治35年）、小村寿太郎らと共に男爵に叙せられる。
国内での艦船の新造を振興する一方で日英同盟に配慮して英国へ発注し、また戦後の好意を期待して米国にも発注するなど、広い視野をもって行動した。また日英同盟によって当時世界の主要港を支配していた英国を中立化し、ロシアのバルチック艦隊の日本海までの長期航海における補給・修理・休養を出来る限り妨害して、日本海海戦前に疲労させた。
官房主事時代から取り組んできた海軍軍令部の独立を達成し、明治天皇による初めての海軍軍服の着用、予算規模の拡大などによって、海軍を陸軍と対等の関係まで進めた。
また陸軍の大陸への兵站を守る海上権をまず第一義に考え、日露戦争ではウラジオストク艦隊、次いで陸軍との協同作戦により旅順のロシア太平洋艦隊を全滅させ、船舶の通行の安全を図った。
開戦に備える一方で、ロシア海軍に勝てる見込みが立つまで開戦に反対し続け、用意が整ったと判断するや開戦に賛成した。
開戦直前には東郷平八郎を連合艦隊司令長官に任命し、それまでの人事慣例を破るものと批判されたが、人事権は海軍大臣にあると断行した。明治天皇に理由を尋ねられ「東郷は運の良い男でありますので」と答えた逸話が残っている。1904年（明治37年）、東郷と同時に海軍大将に昇進した。

### 日露戦争以後
1906年（明治39年）1月、信頼する斎藤実に譲るかたちで、海軍大臣を辞任する。1907年（明治40年）9月、伯爵に陛爵。
西郷従道亡きあとの、陸軍首脳とも強い繋がりのある海軍の重鎮の一人として存在感を強め、また藩閥に属するも、政党および国会を尊重し、伊藤博文の 立憲政友会に好意的な立場をとるなど、護憲運動にも理解を示したことにより、総理大臣の候補に名前が挙がるようになった。

### 総理大臣時代

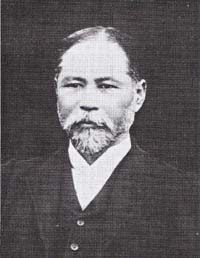
総理大臣に就任した山本

1913年（大正2年）、同じ薩摩閥の元老・大山巌の支持で山本に組閣の大命が下る。松方正義が1898年（明治31年）1月に辞任して以来15年振りの薩摩出身者であり、2月20日に政友会を与党として内閣総理大臣に就任した。
6月、文部省官制を改正し、内務省宗教局が扱っていた宗教行政を、新設の文部省宗教局に移管し 、このことで当時行き詰まっていた皇道宣布運動を再度推進した。
第1次山本内閣は、軍部大臣現役武官制を事実上廃止し、それ以後は陸軍大臣が決まらないので組閣出来ないといった、軍部の横暴が抑止された。
しかし、ドイツの国内事件からシーメンス事件が検察によって調査され、海軍高官への贈賄疑惑をめぐり内閣は瓦解し、1914年（大正3年）4月16日、総辞職した。
次の第2次大隈内閣で海軍大臣となった八代六郎は、山本と斎藤実を予備役に編入した。 井上良馨と東郷平八郎の両元帥は、この人事に反対するも、山本は人事は海軍大臣の専管事項であり、将来の人事行政に重鎮達が口を挟む悪例を残さないために、素直に大臣の命令に従い1914年（大正3年）5月11日に予備役となった。その後、第一次世界大戦やその後の海軍軍縮にも海軍の長老としての公的な発言は全くしていない。
1922年（大正11年）の高橋内閣総辞職の際、元老の一人西園寺公望は病中であり、松方正義は、摂政宮裕仁親王（後の昭和天皇）より枢密院議長の清浦奎吾とともに山本を協議に加える許可を得た。三者の協議により加藤友三郎に大命が降下することとなったが、これは松方と宮内大臣牧野伸顕をはじめとする薩摩閥が、山本を将来の元老とするための措置であったともされる。一方で西園寺は山本が宮中に接近することを警戒し、山本の枢密院議長就任に対して反対している。
1923年（大正12年）8月24日、加藤友三郎首相が急死。これに伴い内田康哉外務大臣が内閣総理大臣を臨時兼任していたところ、同年9月1日に関東大震災が発生。翌9月2日、約9年の時を経て加藤と同じく海軍出身の山本に再度の組閣が命じられ、首相に就任した。推薦を行ったのは西園寺であり、「来るべき総選挙を公平に行はしめ、財政・行政整理を断行せしむる」ためであるとされた。
山本は帝都復興院総裁に後藤新平を任命して東京の復興事業を行う一方、普通選挙実現に動くなどした。加藤友三郎内閣から引き継いだ大臣には、女婿である海軍大臣の財部彪もいた。しかし同年12月27日に起きた摂政宮が共産主義者の難波大助に狙撃された虎ノ門事件の政治的責任を自ら取り、辞表を提出した。摂政宮と元老も辞表を却下するなどして慰留したが、翌1924年（大正13年）1月7日に内閣は総辞職した。

### 晩年

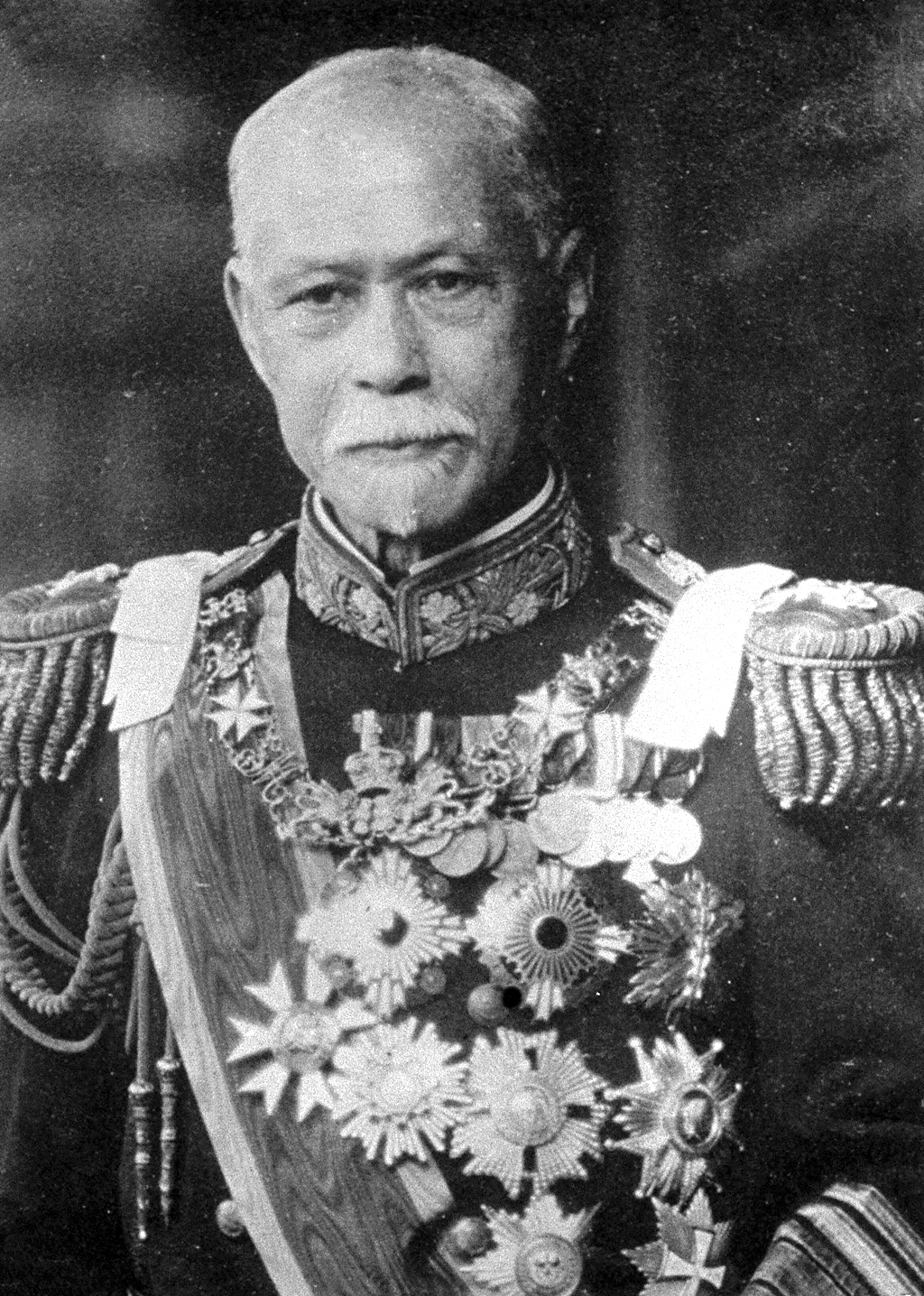
晩年の山本

東京日日新聞1924年6月19日記事では両元老亡き後の元老として山本の名が挙げられるなど、経歴から見ても元老に適格であるという観測も行われていた。しかし内大臣平田東助は元老を西園寺の代で消滅させる意向を持っており、山本は不適格であると考えていた。西園寺もこれに同意しており、山本が元老となることはなかった。牧野はその後も山本を枢密院議長などの重職に就けようと活動したが、山本は一貫して反対し続けた。
1933年（昭和8年）3月30日、妻の登喜子が死去し、山本自身も前立腺肥大症のため同年12月8日、芝区高輪台町の32番地（現在の東海大学付属高輪台高等学校）の邸で薨去。享年81。墓所は青山霊園。

## 人物
- 私生活は質素かつ清廉潔白であり「俸給の半分で生活している」と評されていた[21]。酒は飲まず、タバコも吸わない。碁や将棋、勝負事もまったくやらない。仕事が終わるとまっすぐ家路につき、家族と一緒に夕食をとって、夜は早いうちに床につく規則正しい生活を心がけた。布団の上げ下ろし、シャツのほころびや靴下のつくろいも自分でやった[22]。
- 愛妻家で、恋愛結婚で結ばれた登喜子夫人を生涯に渡って愛し続けた。

- 首相在任中、海軍に入隊する皇族が少なかったこともあり、伏見宮博恭王の待遇について｢宮様に、ご迷惑がいかないようにせよ｣と申し継ぎを出した。この申し継ぎは後々の海軍でも重要視され、伏見宮の海軍での影響力を高める結果となった。
- 幾つかの文献で元帥となっている場合があるが、上記のとおり山本が元帥だった事実は無い。
- 「ごんべえ」「ごんのひょうえ」二つの読み方が通用しているが、音読み、訓読み以外で名の読み方が二通りある日本の首相経験者には他に近衛文麿（「あやまろ」「ふみまろ」）の例がある。山本も近衛も、本来の読み方である前者が体裁が悪いため別の読み方をさせたものである。
- 薩摩藩の郷中では勇猛さで知られた。罪人の遺骸を使った冷物取り（）ではたびたび一番乗りの功名を手にし、新刀で試し切りを行う権利を得た[23]。
- 昭和天皇は、終戦直後の昭和20年（1945年）9月に、疎開中の皇太子・明仁親王へ宛てた手紙の中で、「明治天皇の時には、山県、大山、山本等の如き陸海軍の名将があったが、今度の時には、あたかも第一次世界大戦の独国の如く、軍人が跋扈して大局を考えず、進むを知って、退くことを知らなかったからです」と、陸海軍の名将として、大山巌及び山縣有朋とともに山本をあげている[24]。

## 栄典
位階
- 1885年（明治18年）9月16日 - 従六位[25]
- 1891年（明治24年）12月16日 - 従五位[26]
- 1895年（明治28年）6月8日 - 正五位[27]
- 1898年（明治31年）
  - 6月10日 - 従四位[28]
  - 12月10日 - 正三位[29]
- 1903年（明治36年）12月26日 - 従二位[30]
- 1910年（明治43年）12月27日 - 正二位[31]
- 1933年（昭和8年）12月9日 - 従一位[32]

爵位
- 1902年（明治35年）2月27日 - 男爵[33]
- 1907年（明治40年）9月21日 - 伯爵[34]

勲章など
| 受章年                     | 略綬 | 勲章名                   | 備考 |
| -------------------------- | ---- | ------------------------ | ---- |
| 1887年（明治20年）11月25日 |      | 勲六等単光旭日章         |      |
| 1889年（明治22年）11月29日 |      | 大日本帝国憲法発布記念章 |      |
| 1892年（明治25年）5月28日  |      | 勲五等瑞宝章             |      |
| 1895年（明治28年）8月20日  |      | 功四級金鵄勲章           |      |
| 1895年（明治28年）8月20日  |      | 双光旭日章               |      |
| 1895年（明治28年）11月18日 |      | 明治二十七八年従軍記章   |      |
| 1896年（明治29年）5月26日  |      | 勲四等瑞宝章             |      |
| 1899年（明治32年）6月20日  |      | 勲三等瑞宝章             |      |
| 1900年（明治33年）6月30日  |      | 勲二等瑞宝章             |      |
| 1901年（明治34年）12月27日 |      | 勲一等旭日大綬章         |      |
| 1902年（明治35年）5月10日  |      | 明治三十三年従軍記章     |      |
| 1906年（明治39年）4月1日   |      | 旭日桐花大綬章           |      |
| 1906年（明治39年）4月1日   |      | 功一級金鵄勲章           |      |
| 1906年（明治39年）4月1日   |      | 明治三十七八年従軍記章   |      |
| 1915年（大正4年）11月10日  |      | 大礼記念章（大正）       |      |
| 1928年（昭和3年）11月10日  |      | 大勲位菊花大綬章         |      |
| 1930年（昭和5年）12月5日   |      | 帝都復興記念章           |      |
| 1933年（昭和8年）12月9日   |      | 菊花章頸飾               |      |

外国勲章佩用允許
| 受章年                    | 国籍           | 略綬 | 勲章名                                                     | 備考 |
| ------------------------- | -------------- | ---- | ---------------------------------------------------------- | ---- |
| 1900年（明治33年）2月21日 | ドイツ帝国     |      | 赤鷲第一等勲章                                             |      |
| 1901年（明治34年）3月13日 | デンマーク王国 |      | ダンネブロ勲章グランクロワー                               |      |
| 1901年（明治34年）4月4日  | フランス共和国 |      | レジオンドヌール勲章グラントフィシエ                       |      |
| 1907年（明治40年）9月21日 | フランス共和国 |      | レジオンドヌール勲章グランクロワ                           |      |
| 1907年（明治40年）9月21日 | ドイツ帝国     |      | 赤鷲大綬章                                                 |      |
| 1907年（明治40年）9月21日 | イギリス帝国   |      | 聖マイケル・聖ジョージ勲章ナイト・グランド・クロス（GCMG） |      |

## 家族親族
- 妻：登喜子（1860–1933） - 元遊女[53]

- 長女：いね（1878–1976） - 財部彪海軍大将夫人[54]
- 次女：すゑ（1881–1978） - 山路一善海軍中将夫人
- 三女：ミね（1885–1959） - 山本盛正夫人
- 四女：なミ（1887–1945） - 上村従義男爵夫人
- 五女：登美（1888–1962） - 松方正義の息子乙彦に嫁ぐ
- 長男：清（1883–1960） - 海軍中佐
- 甥：山本英輔 - 海軍大将[55]
- 兄：盛英 - 陸軍中佐
- 兄：吉蔵 - 陸軍大尉・西南戦争で戦死
- 弟：太田誠実 - 海軍少将

## 系譜
山本氏
この山本家は、鎌倉の源氏三代将軍からの大隅国御家人・地頭で、本姓建部、名字禰寝（根占）を名乗った豪族禰寝氏（根占・小松氏）の一庶流（分家）、山本（山元）氏に遡る。16世紀末すべての禰寝一族は、本家も庶流も勝者となった島津家のもとに置かれるに至った。こうして島津氏に仕えることになった同家は、『伯爵山本権兵衛傳』（原書房）の系図によると『本藩人物誌』に登場する宮崎衆中から島津家家臣になった山元備前守、壱岐守親子の分家筋の子孫であるという。山本五郎左衛門盛香の三男の山本盛備は分家し、小野蘭山に師事して本草学を修め庭奉行を務めた。その養子で甥の盛賢、その子盛珉は右筆を務めた（『日本の名門名家 人物系譜総覧』など）。また、盛賢は享和2年（1802年）に大坂で死去し、大坂福島の妙徳寺に埋葬されたが、同じ寺に大久保利敬（大久保利通祖父）も埋葬されているという。家紋は抱き鬼梶の葉（これは本流禰寝[根占]・小松氏と同一家紋で、同時代人小松清廉も同じ）。
|  |  | 山本備前守 | 山本備前守 | 山本備前守 | 山本備前守 | 山本備前守 | 山本備前守 |  |  | 山本壱岐守 | 山本壱岐守 | 山本壱岐守 | 山本壱岐守 | 山本壱岐守 | 山本壱岐守 |  |  | 五郎兵衛   | 五郎兵衛   | 五郎兵衛   | 五郎兵衛   | 五郎兵衛   | 五郎兵衛   |  |  | 五郎兵衛 | 五郎兵衛 | 五郎兵衛 | 五郎兵衛 | 五郎兵衛 | 五郎兵衛 |  |  | 山本盛香   | 山本盛香   | 山本盛香   | 山本盛香   | 山本盛香   | 山本盛香   |  |  | 山本盛備     | 山本盛備     | 山本盛備     | 山本盛備     | 山本盛備     | 山本盛備     |  |  |  |  | {{{山本備前守}}} | {{{山本備前守}}} | {{{山本備前守}}} | {{{山本備前守}}} | {{{山本備前守}}} | {{{山本備前守}}} |
|  |  | 山本備前守 | 山本備前守 | 山本備前守 | 山本備前守 | 山本備前守 | 山本備前守 |  |  | 山本壱岐守 | 山本壱岐守 | 山本壱岐守 | 山本壱岐守 | 山本壱岐守 | 山本壱岐守 |  |  | 五郎兵衛   | 五郎兵衛   | 五郎兵衛   | 五郎兵衛   | 五郎兵衛   | 五郎兵衛   |  |  | 五郎兵衛 | 五郎兵衛 | 五郎兵衛 | 五郎兵衛 | 五郎兵衛 | 五郎兵衛 |  |  | 山本盛香   | 山本盛香   | 山本盛香   | 山本盛香   | 山本盛香   | 山本盛香   |  |  | 山本盛備     | 山本盛備     | 山本盛備     | 山本盛備     | 山本盛備     | 山本盛備     |  |  |  |  | {{{山本備前守}}} | {{{山本備前守}}} | {{{山本備前守}}} | {{{山本備前守}}} | {{{山本備前守}}} | {{{山本備前守}}} |
|  |  |            |            |            |            |            |            |  |  |            |            |            |            |            |            |  |  |            |            |            |            |            |            |  |  |          |          |          |          |          |          |  |  |            |            |            |            |            |            |  |  |              |              |              |              |              |              |  |  |  |  |                  |                  |                  |                  |                  |                  |
|  |  |            |            |            |            |            |            |  |  |            |            |            |            |            |            |  |  |            |            |            |            |            |            |  |  |          |          |          |          |          |          |  |  |            |            |            |            |            |            |  |  |              |              |              |              |              |              |  |  |  |  |                  |                  |                  |                  |                  |                  |
|  |  | 山本盛福   | 山本盛福   | 山本盛福   | 山本盛福   | 山本盛福   | 山本盛福   |  |  | 山本盛良   | 山本盛良   | 山本盛良   | 山本盛良   | 山本盛良   | 山本盛良   |  |  | 山本盛秀   | 山本盛秀   | 山本盛秀   | 山本盛秀   | 山本盛秀   | 山本盛秀   |  |  | 山本盛正 | 山本盛正 | 山本盛正 | 山本盛正 | 山本盛正 | 山本盛正 |  |  | 山本寅夫   | 山本寅夫   | 山本寅夫   | 山本寅夫   | 山本寅夫   | 山本寅夫   |  |  | 山本盛興     | 山本盛興     | 山本盛興     | 山本盛興     | 山本盛興     | 山本盛興     |  |  |  |  | {{{山本盛福}}}   | {{{山本盛福}}}   | {{{山本盛福}}}   | {{{山本盛福}}}   | {{{山本盛福}}}   | {{{山本盛福}}}   |
|  |  |            | 山本盛福   | 山本盛福   | 山本盛福   | 山本盛福   | 山本盛福   |  |  | 山本盛良   | 山本盛良   | 山本盛良   | 山本盛良   | 山本盛良   | 山本盛良   |  |  | 山本盛秀   | 山本盛秀   | 山本盛秀   | 山本盛秀   | 山本盛秀   | 山本盛秀   |  |  | 山本盛正 | 山本盛正 | 山本盛正 | 山本盛正 | 山本盛正 | 山本盛正 |  |  | 山本寅夫   | 山本寅夫   | 山本寅夫   | 山本寅夫   | 山本寅夫   | 山本寅夫   |  |  | 山本盛興     | 山本盛興     | 山本盛興     | 山本盛興     | 山本盛興     | 山本盛興     |  |  |  |  | {{{山本盛福}}}   | {{{山本盛福}}}   | {{{山本盛福}}}   | {{{山本盛福}}}   | {{{山本盛福}}}   | {{{山本盛福}}}   |
|  |  |            |            |            |            |            |            |  |  |            |            |            |            |            |            |  |  |            |            |            |            |            |            |  |  | 阿部圭一 | 阿部圭一 | 阿部圭一 | 阿部圭一 | 阿部圭一 | 阿部圭一 |  |  | 山本清二   | 山本清二   | 山本清二   | 山本清二   | 山本清二   | 山本清二   |  |  |              |              |              |              |              |              |  |  |  |  |                  |                  |                  |                  |                  |                  |
|  |  |            |            |            |            |            |            |  |  |            |            |            |            |            |            |  |  |            |            |            |            |            |            |  |  | 阿部圭一 | 阿部圭一 | 阿部圭一 | 阿部圭一 | 阿部圭一 | 阿部圭一 |  |  | 山本清二   | 山本清二   | 山本清二   | 山本清二   | 山本清二   | 山本清二   |  |  |              |              |              |              |              |              |  |  |  |  |                  |                  |                  |                  |                  |                  |
|  |  |            |            |            |            |            |            |  |  |            |            |            |            |            |            |  |  | 山本吉蔵   | 山本吉蔵   | 山本吉蔵   | 山本吉蔵   | 山本吉蔵   | 山本吉蔵   |  |  | 山本英輔 | 山本英輔 | 山本英輔 | 山本英輔 | 山本英輔 | 山本英輔 |  |  |            |            |            |            |            |            |  |  | 山本衛       | 山本衛       | 山本衛       | 山本衛       | 山本衛       | 山本衛       |  |  |  |  |                  |                  |                  |                  |                  |                  |
|  |  |            |            |            |            |            |            |  |  |            |            |            |            |            |            |  |  | 山本吉蔵   | 山本吉蔵   | 山本吉蔵   | 山本吉蔵   | 山本吉蔵   | 山本吉蔵   |  |  | 山本英輔 | 山本英輔 | 山本英輔 | 山本英輔 | 山本英輔 | 山本英輔 |  |  |            |            |            |            |            |            |  |  | 山本衛       | 山本衛       | 山本衛       | 山本衛       | 山本衛       | 山本衛       |  |  |  |  |                  |                  |                  |                  |                  |                  |
|  |  | 山本盛賢   | 山本盛賢   | 山本盛賢   | 山本盛賢   | 山本盛賢   | 山本盛賢   |  |  | 山本盛珉   | 山本盛珉   | 山本盛珉   | 山本盛珉   | 山本盛珉   | 山本盛珉   |  |  | 山本権兵衛 | 山本権兵衛 | 山本権兵衛 | 山本権兵衛 | 山本権兵衛 | 山本権兵衛 |  |  | 山本清   | 山本清   | 山本清   | 山本清   | 山本清   | 山本清   |  |  | 山本満喜子 | 山本満喜子 | 山本満喜子 | 山本満喜子 | 山本満喜子 | 山本満喜子 |  |  |              |              |              |              |              |              |  |  |  |  | {{{山本盛賢}}}   | {{{山本盛賢}}}   | {{{山本盛賢}}}   | {{{山本盛賢}}}   | {{{山本盛賢}}}   | {{{山本盛賢}}}   |
|  |  | 山本盛賢   | 山本盛賢   | 山本盛賢   | 山本盛賢   | 山本盛賢   | 山本盛賢   |  |  | 山本盛珉   | 山本盛珉   | 山本盛珉   | 山本盛珉   | 山本盛珉   | 山本盛珉   |  |  | 山本権兵衛 | 山本権兵衛 | 山本権兵衛 | 山本権兵衛 | 山本権兵衛 | 山本権兵衛 |  |  | 山本清   | 山本清   | 山本清   | 山本清   | 山本清   | 山本清   |  |  | 山本満喜子 | 山本満喜子 | 山本満喜子 | 山本満喜子 | 山本満喜子 | 山本満喜子 |  |  |              |              |              |              |              |              |  |  |  |  | {{{山本盛賢}}}   | {{{山本盛賢}}}   | {{{山本盛賢}}}   | {{{山本盛賢}}}   | {{{山本盛賢}}}   | {{{山本盛賢}}}   |
|  |  |            |            |            |            |            |            |  |  |            |            |            |            |            |            |  |  |            |            |            |            |            |            |  |  | 財部イネ | 財部イネ | 財部イネ | 財部イネ | 財部イネ | 財部イネ |  |  | 千代子     | 千代子     | 千代子     | 千代子     | 千代子     | 千代子     |  |  | 山本空子     | 山本空子     | 山本空子     | 山本空子     | 山本空子     | 山本空子     |  |  |  |  |                  |                  |                  |                  |                  |                  |
|  |  |            |            |            |            |            |            |  |  |            |            |            |            |            |            |  |  |            |            |            |            |            |            |  |  | 財部イネ | 財部イネ | 財部イネ | 財部イネ | 財部イネ | 財部イネ |  |  | 千代子     | 千代子     | 千代子     | 千代子     | 千代子     | 千代子     |  |  | 山本空子     | 山本空子     | 山本空子     | 山本空子     | 山本空子     | 山本空子     |  |  |  |  |                  |                  |                  |                  |                  |                  |
|  |  |            |            |            |            |            |            |  |  |            |            |            |            |            |            |  |  | 山本登喜子 | 山本登喜子 | 山本登喜子 | 山本登喜子 | 山本登喜子 | 山本登喜子 |  |  | 山路すゑ | 山路すゑ | 山路すゑ | 山路すゑ | 山路すゑ | 山路すゑ |  |  | 登茂子     | 登茂子     | 登茂子     | 登茂子     | 登茂子     | 登茂子     |  |  |              |              |              |              |              |              |  |  |  |  |                  |                  |                  |                  |                  |                  |
|  |  |            |            |            |            |            |            |  |  |            |            |            |            |            |            |  |  | 山本登喜子 | 山本登喜子 | 山本登喜子 | 山本登喜子 | 山本登喜子 | 山本登喜子 |  |  | 山路すゑ | 山路すゑ | 山路すゑ | 山路すゑ | 山路すゑ | 山路すゑ |  |  | 登茂子     | 登茂子     | 登茂子     | 登茂子     | 登茂子     | 登茂子     |  |  |              |              |              |              |              |              |  |  |  |  |                  |                  |                  |                  |                  |                  |
|  |  |            |            |            |            |            |            |  |  |            |            |            |            |            |            |  |  |            |            |            |            |            |            |  |  | ミね     | ミね     | ミね     | ミね     | ミね     | ミね     |  |  | 喜美子     | 喜美子     | 喜美子     | 喜美子     | 喜美子     | 喜美子     |  |  |              |              |              |              |              |              |  |  |  |  |                  |                  |                  |                  |                  |                  |
|  |  |            |            |            |            |            |            |  |  |            |            |            |            |            |            |  |  |            |            |            |            |            |            |  |  | ミね     | ミね     | ミね     | ミね     | ミね     | ミね     |  |  | 喜美子     | 喜美子     | 喜美子     | 喜美子     | 喜美子     | 喜美子     |  |  |              |              |              |              |              |              |  |  |  |  |                  |                  |                  |                  |                  |                  |
|  |  |            |            |            |            |            |            |  |  |            |            |            |            |            |            |  |  |            |            |            |            |            |            |  |  |          |          |          |          |          |          |  |  | 山本盛治   |            |            |            |            |            |  |  |              |              |              |              |              |              |  |  |  |  |                  |                  |                  |                  |                  |                  |
|  |  |            |            |            |            |            |            |  |  |            |            |            |            |            |            |  |  |            |            |            |            |            |            |  |  |          |          |          |          |          |          |  |  |            |            |            |            |            |            |  |  |              |              |              |              |              |              |  |  |  |  |                  |                  |                  |                  |                  |                  |
|  |  |            |            |            |            |            |            |  |  |            |            |            |            |            |            |  |  |            |            |            |            |            |            |  |  | 山本盛正 | 山本盛正 | 山本盛正 | 山本盛正 | 山本盛正 | 山本盛正 |  |  | 山本茂子   | 山本茂子   | 山本茂子   | 山本茂子   | 山本茂子   | 山本茂子   |  |  |              |              |              |              |              |              |  |  |  |  |                  |                  |                  |                  |                  |                  |
|  |  |            |            |            |            |            |            |  |  |            |            |            |            |            |            |  |  |            |            |            |            |            |            |  |  | 山本盛正 | 山本盛正 | 山本盛正 | 山本盛正 | 山本盛正 | 山本盛正 |  |  | 山本茂子   | 山本茂子   | 山本茂子   | 山本茂子   | 山本茂子   | 山本茂子   |  |  |              |              |              |              |              |              |  |  |  |  |                  |                  |                  |                  |                  |                  |
|  |  |            |            |            |            |            |            |  |  |            |            |            |            |            |            |  |  |            |            |            |            |            |            |  |  | 上村なミ | 上村なミ | 上村なミ | 上村なミ | 上村なミ | 上村なミ |  |  |            |            |            |            |            |            |  |  | 山本盛興     | 山本盛興     | 山本盛興     | 山本盛興     | 山本盛興     | 山本盛興     |  |  |  |  |                  |                  |                  |                  |                  |                  |
|  |  |            |            |            |            |            |            |  |  |            |            |            |            |            |            |  |  |            |            |            |            |            |            |  |  | 上村なミ | 上村なミ | 上村なミ | 上村なミ | 上村なミ | 上村なミ |  |  |            |            |            |            |            |            |  |  | 山本盛興     | 山本盛興     | 山本盛興     | 山本盛興     | 山本盛興     | 山本盛興     |  |  |  |  |                  |                  |                  |                  |                  |                  |
|  |  |            |            |            |            |            |            |  |  |            |            |            |            |            |            |  |  |            |            |            |            |            |            |  |  | 松方登美 | 松方登美 | 松方登美 | 松方登美 | 松方登美 | 松方登美 |  |  | 山本寅夫   | 山本寅夫   | 山本寅夫   | 山本寅夫   | 山本寅夫   | 山本寅夫   |  |  |              |              |              |              |              |              |  |  |  |  |                  |                  |                  |                  |                  |                  |
|  |  |            |            |            |            |            |            |  |  |            |            |            |            |            |            |  |  |            |            |            |            |            |            |  |  | 松方登美 | 松方登美 | 松方登美 | 松方登美 | 松方登美 | 松方登美 |  |  | 山本寅夫   | 山本寅夫   | 山本寅夫   | 山本寅夫   | 山本寅夫   | 山本寅夫   |  |  |              |              |              |              |              |              |  |  |  |  |                  |                  |                  |                  |                  |                  |
|  |  |            |            |            |            |            |            |  |  |            |            |            |            |            |            |  |  |            |            |            |            |            |            |  |  |          |          |          |          |          |          |  |  | 樺山米子   |            |            |            |            |            |  |  |              |              |              |              |              |              |  |  |  |  |                  |                  |                  |                  |                  |                  |
|  |  |            |            |            |            |            |            |  |  |            |            |            |            |            |            |  |  |            |            |            |            |            |            |  |  |          |          |          |          |          |          |  |  |            |            |            |            |            |            |  |  |              |              |              |              |              |              |  |  |  |  |                  |                  |                  |                  |                  |                  |
|  |  |            |            |            |            |            |            |  |  |            |            |            |            |            |            |  |  | 松方正義   | 松方正義   | 松方正義   | 松方正義   | 松方正義   | 松方正義   |  |  | 松方乙彦 | 松方乙彦 | 松方乙彦 | 松方乙彦 | 松方乙彦 | 松方乙彦 |  |  |            |            |            |            |            |            |  |  | 八木沼東洋子 | 八木沼東洋子 | 八木沼東洋子 | 八木沼東洋子 | 八木沼東洋子 | 八木沼東洋子 |  |  |  |  |                  |                  |                  |                  |                  |                  |
|  |  |            |            |            |            |            |            |  |  |            |            |            |            |            |            |  |  | 松方正義   | 松方正義   | 松方正義   | 松方正義   | 松方正義   | 松方正義   |  |  | 松方乙彦 | 松方乙彦 | 松方乙彦 | 松方乙彦 | 松方乙彦 | 松方乙彦 |  |  |            |            |            |            |            |            |  |  | 八木沼東洋子 | 八木沼東洋子 | 八木沼東洋子 | 八木沼東洋子 | 八木沼東洋子 | 八木沼東洋子 |  |  |  |  |                  |                  |                  |                  |                  |                  |
|  |  |            |            |            |            |            |            |  |  |            |            |            |            |            |            |  |  |            |            |            |            |            |            |  |  | 樺山可也 | 樺山可也 | 樺山可也 | 樺山可也 | 樺山可也 | 樺山可也 |  |  | 樺山資英   | 樺山資英   | 樺山資英   | 樺山資英   | 樺山資英   | 樺山資英   |  |  |              |              |              |              |              |              |  |  |  |  |                  |                  |                  |                  |                  |                  |
|  |  |            |            |            |            |            |            |  |  |            |            |            |            |            |            |  |  |            |            |            |            |            |            |  |  | 樺山可也 | 樺山可也 | 樺山可也 | 樺山可也 | 樺山可也 | 樺山可也 |  |  | 樺山資英   | 樺山資英   | 樺山資英   | 樺山資英   | 樺山資英   | 樺山資英   |  |  |              |              |              |              |              |              |  |  |  |  |                  |                  |                  |                  |                  |                  |
|  |  |            |            |            |            |            |            |  |  |            |            |            |            |            |            |  |  |            |            |            |            |            |            |  |  |          |          |          |          |          |          |  |  |            |            |            |            |            |            |  |  | 八木沼純子   |              |              |              |              |              |  |  |  |  |                  |                  |                  |                  |                  |                  |
|  |  |            |            |            |            |            |            |  |  |            |            |            |            |            |            |  |  |            |            |            |            |            |            |  |  |          |          |          |          |          |          |  |  |            |            |            |            |            |            |  |  |              |              |              |              |              |              |  |  |  |  |                  |                  |                  |                  |                  |                  |

（参考文献）『伯爵山本權兵衛傳』、NHK『ファミリー・ヒストリー』

## 伝記
- 『山本権兵衛と海軍』海軍省大臣官房編、原書房<明治百年史叢書>、オンデマンド版2004年
- 『伯爵山本権兵衛伝』（上下）、同・伝記編纂会編、原書房<明治百年史叢書>、オンデマンド版2004年。各公式伝記
- 鷲尾義直『英傑 山本権兵衛』牧書房、1941年／復刻「歴代総理大臣伝記叢書　山本権兵衛」ゆまに書房、2005年
- 生出寿『海軍の父 山本権兵衛』光人社、1989年／同文庫、1994年
- 江藤淳 『海は甦える』（全5巻）、文藝春秋、1983年／文春文庫、1986年

## 関連作品
映画
- 『明治天皇と日露大戦争』（1957年、演：江川宇礼雄）
- 『天皇・皇后と日清戦争』（1958年、演：沼田曜一）
- 『明治大帝と乃木将軍』（1959年、演：明智十三郎）
- 『日本海大海戦』（1969年、演：辰巳柳太郎）
- 『日本海大海戦 海ゆかば』（1983年、演：丹波哲郎）
- 『金子文子と朴烈（パクヨル）』（2017年、演：柴田善之）

テレビドラマ
- 『海は甦える』（1977年、TBS、演：仲代達矢。少年時代を演じたのは山口一喜と水野哲）
- 『ポーツマスの旗』（1981年、NHK、演：渡辺文雄）
- 『坂の上の雲』（2009年、NHK、演：石坂浩二）